# Shelton (Connecticut)
Shelton é uma cidade localizada no estado americano de Connecticut, no Condado de New Haven.

## Demografia
Segundo o censo americano de 2000, a sua população era de 38.101 habitantes.
Em 2006, foi estimada uma população de 40.142, um aumento de 2041 (5.4%).

## Geografia
De acordo com o United States Census Bureau tem uma área de 82,7 km², dos quais 79,2 km² cobertos por terra e 3,5 km² cobertos por água.

## Localidades na vizinhança
O diagrama seguinte representa as localidades num raio de 16 km ao redor de Shelton.